# Brian Froud (ilustrador)
Brian Froud (Winchester, Inglaterra; 6 de mayo de 1947) es un ilustrador británico. 

## Biografía
Brian Froud trabaja y vive en el condado de Devon, los paisajes de sus pinturas están frecuentemente inspirados en la zona inglesa de Dartmoor.
En 1978, junto al ilustrador Alan Lee publicó el ya considerado un clásico: Hadas editado en todo el mundo. Brian Froud también es conocido por encargarse de la dirección artística de varios proyectos de Jim Henson como las películas El cristal oscuro (1982) y Dentro del laberinto (1986) y la serie de televisión El cuentacuentos. También ha colaborado con el escenarista Terry Jones en el libro Los trasgos del laberinto y más tarde en libros de hadas y gnomos.
Uno de sus más célebres libros de arte se titula simplemente Faeries [Hadas] y ha sido realizado en colaboración con Alan Lee.
Brian Froud ha creado también un juego de tarot llamado The Faerie's Oracle [El oráculo de las hadas].

## Algunos otros libros de ilustración
- Lady Cottington's Pressed Fairy Album [Álbum impreso del hada Lady Cottington] 1994.
- Lady Cottington's Pressed Fairy Book  [Libro de hadas impreso de Lady Cottington]
- Strange Stains and Mysterious Smells [Extrañas manchas y misteriosos olores]
- Good Faeries/Bad Faeries [Buenas hadas/Malas hadas]
- Runes of Elfland [Runas de Elfolandia]
- The Goblins of Labyrinth: 20th anniversary edition Los trasgos del laberinto: edición del vigésimo aniversario]
- The Goblin Companion [El compañero trasgo]
- The Secret Sketchbooks of Brian Froud [El libro secreto de bocetos de Brian Froud]
- Goblins! [¡Trasgos!].
- Es la voz del campista del reality Isla del drama, Harold
- Es la voz del mejor amigo de Jimmy Two-Shoes en el programa del mismo nombre, Beezy.
- Trolls en colaboración junto a Wendy Froud 2012.